# Ektostroma

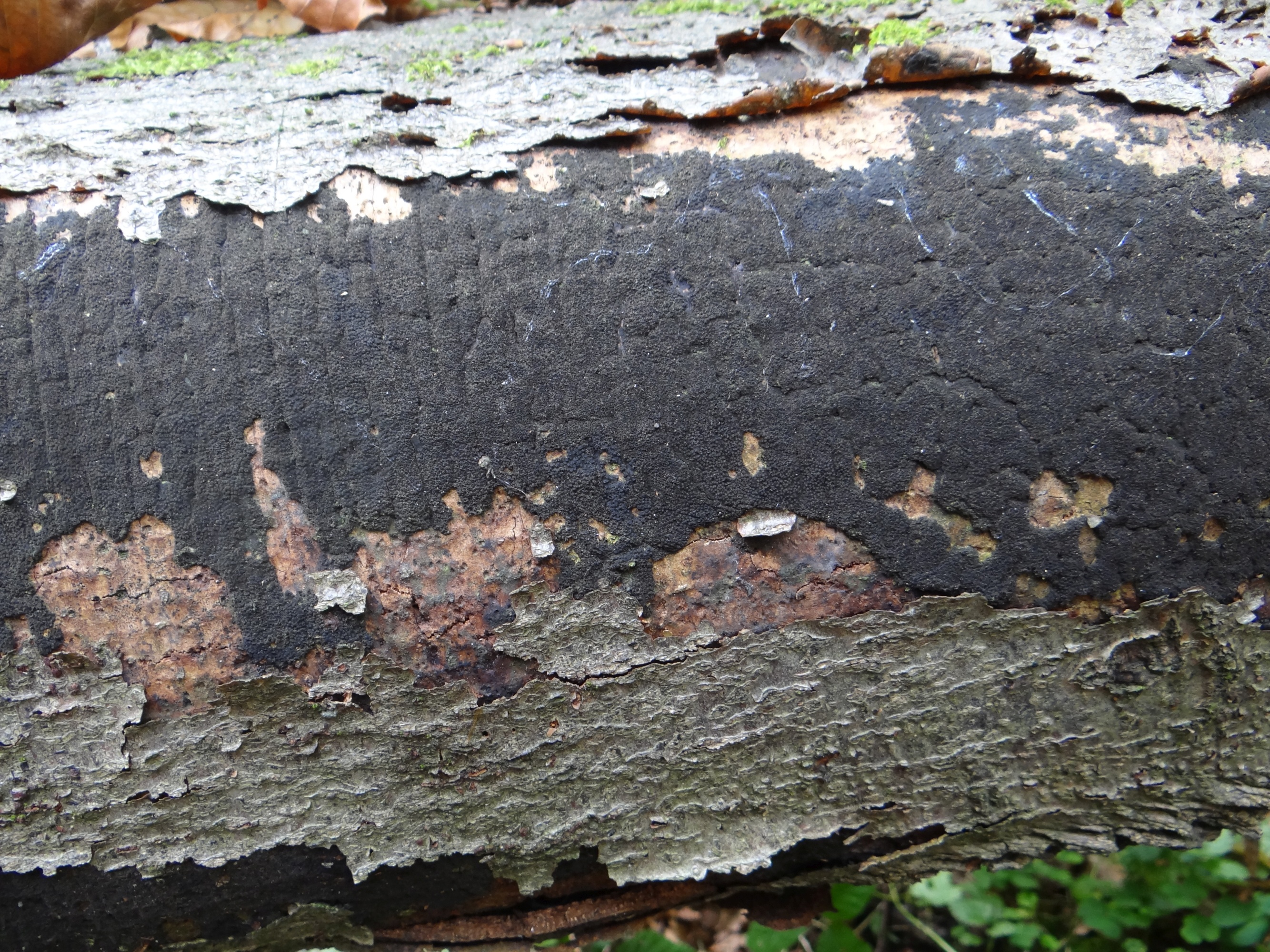
Czarna pokrywa na drzewie to ektostroma gruzaka brzozowego

Ektostroma (łac. ectostromata) – górna część podkładki (stromata) lub podkładki niewłaściwej (pseudostromata) u grzybów. Jest to jednorodna warstwa podkładki, w której mogą tworzyć się konidiomy i zarodniki konidialne. Ektostroma jest więc anamorfą danego gatunku grzyba. Dolna część podkładki to endostroma będąca teleomorfą. Zazwyczaj ektostromy tworzą się w innym czasie, niż endostromy, ale czasami mogą być widoczne równocześnie. Często przez ektostromę przebijają się tylko szyjkowate ujścia i ostiole znajdujących się pod nią owocników endostromy.
Ektostromy i endostromy występują np. u grzybów z rodziny Diatrypaceae. Różnią się budową morfologiczną. Np. u wielu przedstawicieli rodzaju Diatrype (gruzak) ektostromy są czarne, endostromy jasne, kremowobiałe. Morfologia ektostromy ma znaczenie przy oznaczaniu gatunków. 